# Leutenheim

Leutenheim este o comună în departamentul Bas-Rhin, Franța. În 1 ianuarie 2022 avea o populație de 832 de locuitori.